# Santuario dei Santi Cosma e Damiano (Eboli)
Il santuario dei Santi Cosma e Damiano ad Eboli è nato nel XX secolo per sostituire la vecchia chiesa ancora in uso collocata sul lato opposto del santuario attuale.
Il santuario è sorto perché l'altra chiesa era troppo piccola per contenere tutta la gente che veniva in pellegrinaggio sia dalla città in cui oggi sorge, Eboli, sia dalle città limitrofe, come Battipaglia, Olevano sul Tusciano, Serre, Postiglione, Salerno ma anche da città più lontane come  Avellino, Caserta e Napoli.
Tra il 1949 e il 1950 furono gettate le sue fondamenta su un suolo donato dall’amministrazione comunale per la costruzione. Il materiale utilizzato per la realizzazione dell’opera fu prelevato dalle macerie provocate dalla guerra. Sorse così un cantiere insolito: per la realizzazione dell’opera i fedeli si trasformarono infatti in operai e manovali. Il nuovo santuario è a una sola navata e ha le pareti laterali, l’abside e l’arco maggiore ricoperte da mosaici. La chiesa ha, sia lungo le pareti che nell’abside una serie di finestroni decorati con vetrate artistiche che rappresentano la vita dei Santi Martiri. Nel santuario si possono ammirare due tele; una raffigura una “Immacolata” di Giovanni Bernardo Lama del XVI secolo, l’altra una “Deposizione” di scuola siciliana del 1700.
La festa è molto sentita da tutta la città e viene festeggiata il 27 settembre di ogni anno anche se il culto dei santi viene venerato il 26 dello stesso mese.
Il santuario è quasi completamente decorato da mosaici e da qualche quadro sulle pareti.
La struttura è ad una sola ma ampia navata che prosegue fino all'altare.
Per la sua struttura e per la sua importanza che svolge questo santuario si cerca di portarlo a livello di duomo.